# Cosme Mavoungou
Cosme Andrely Atoni Mavoungou (ur. 22 grudnia 1996) – kongijski piłkarz grający na pozycji środkowego obrońcy. Od 2018 jest zawodnikiem klubu JS Talangaï.

## Kariera klubowa
Swoją karierę piłkarską Mavoungou rozpoczął w klubie TP Caïman Pointe-Noire. Zadebiutował w nim w 2014 roku. W 2015 roku był zawodnikiem AC CNFF Brazzaville, a w latach 2016-2018 bronił barw CSMD Diables Noirs. W 2016 roku wywalczył z nim wicemistrzostwo Konga, a w 2018 roku zdobył z nim Puchar Konga. W 2018 przeszedł do JS Talangaï.

## Kariera reprezentacyjna
W reprezentacji Konga Massa zadebiutował 13 października 2015 w wygranym 2:1 towarzyskim meczu z Beninem. W 2015 roku został powołany do kadry na Puchar Narodów Afryki 2015. Był na nim rezerwowym bramkarzem i nie wystąpił w żadnym meczu.